# فابیو انزو
فابیو انزو (انگلیسی: Fabio Enzo; ۲۲ ژوئن ۱۹۴۶ – ۱۱ ژانویهٔ ۲۰۲۱) بازیکن فوتبال اهل ایتالیا بود.
از باشگاه‌هایی که در آن بازی کرده‌است می‌توان به باشگاه فوتبال رجینا، باشگاه فوتبال هلاس ورونا، باشگاه فوتبال فوجا، باشگاه فوتبال سالرنیتانا، باشگاه فوتبال آ.اس. رم، باشگاه فوتبال ونتزیا، باشگاه فوتبال چزنا، باشگاه فوتبال نووارا، و باشگاه فوتبال ناپولی اشاره کرد.